# Józef Bok (jezuita)
Józef Bok (ur. 25 stycznia 1886 w Starej Wsi, zm. 4 lutego 1952 w Katowicach) – polski duchowny katolicki, jezuita, moderator organizacji katolickich.

## Życiorys
Był synem Wojciecha i Anny z Kalińskich. Do zakonu jezuitów wstąpił jako 15-latek 3 lutego 1901 w rodzinnej Starej Wsi, tamże do 1903 pozostawał w nowicjacie, a następnie odbywał studia humanistyczne (do 1905). W latach 1905–1908 odbył studia z filozofii na wydziale zakonnym w Nowym Sączu. Z kolei wyjechał do Chyrowa, gdzie w znanym gimnazjum jezuickim w ramach 3-letniej praktyki pedagogicznej uczył języka polskiego, łaciny, historii i geografii. W 1911 podjął studia teologiczne w Krakowie, w trakcie których 21 czerwca 1914 otrzymał święcenia kapłańskie. Ostatni etap edukacji odbył już po święceniach w austriackim St. Andrä, gdzie na rocznym studium zgłębiał zagadnienia prawa zakonnego.  
Po powrocie do kraju był wieloletnim wykładowcą zakonnego studium w zakresie filozofii w Nowym Sączu, prowadził zajęcia z pedagogiki i homiletyki. Od 1922 pełnił funkcję przełożonego rezydentury jezuitów w Kołomyi, gdzie działał jako moderator i rekolekcjonista organizacji katolickich, głównie sodalicji mariańskich środowiska ziemiańskiego, a także gimnazjalistów i nauczycieli. Sprawował opiekę nad Stowarzyszeniem św. Zyty, katolicką organizacją służących. Podobną działalność moderatora sodalicji mariańskich i Stowarzyszenia św. Zyty prowadził jako przełożony domu rekolekcyjnego w Dziedzicach (1924-1927, 1931-1934), otaczając swoją opiekę katolików w Cieszynie i Katowicach; był również moderatorem sodalicji w Krakowie (po 1934) i Lwowie (po 1938).
W 1927 był jednym z organizatorów Krucjaty Eucharystycznej skierowanej do dzieci, w latach 1927-1938 pełnił funkcję jej pierwszego ogólnopolskiego promotora (kierownika krajowego Sekretariatu z siedzibą w Krakowie), redagował także dwumiesięcznik Krucjaty "Hostia" i serię wydawniczą "Młodzi ulubieńcy Chrystusa". Wraz z współpracownikami powołał do życia szereg kółek Krucjaty i kółek ministranckich; władze szkolne uznały Krucjatę, w styczniu 1938 liczącą 170 tysięcy członków zrzeszonych w 2128 szkolnych kołach, za organizację młodzieży katolickiej. 
W 1938 Bok zakończył pracę w centrali Krucjaty i osiadł we Lwowie, kontynuując działalność wśród sodalicji mariańskich. Nadal zajmował się promocją idei Krucjaty Eucharystycznej, również po II wojnie światowej, kiedy redagował serię książek dla młodzieży "Biblioteczka Eucharystyczna" (1946-1948).
Przed wojną w "Hostii", a po 1945 w "Posłańcu Serca Jezusowego", ogłosił szereg drobnych artykułów, głównie poświęconych Krucjacie Eucharystycznej. Na jej potrzeby opublikował m.in. kilkakrotnie wznawiane Przewodnik kółek ministrantów jako sekcji Rycerstwa Jezusowego czyli Krucjaty Eucharystycznej (Kraków 1930), Przewodnik Rycerstwa Jezusowego czyli Krucjaty Eucharystycznej (Kraków 1930), Ustawy kółek ministrantów dla młodzieży szkolnej (Kraków 1930), Ustawy Rycerstwa Jezusowego czyli Krucjaty Eucharystycznej młodzieży szkolnej (Kraków 1930). Był także autorem artykułów Sodalicja a eucharystyczne wychowanie młodzieży ("Sodalicja Mariańska", rocznik 29, 1930) i O różnych systemach rekolekcyjnych ("Nasze Wiadomości", tom 11, 1935-1938) oraz sylwetek biograficznych jezuitów polskich: misjonarza brata Franciszka Ostrowskiego ("Nasze Wiadomości", tom 3, 1910-1912, także samodzielna odbitka Brat Franciszek Ostrowski SJ 1853-1913, Kraków 1913) i Jana Woyszwiłły ("Nasze Wiadomości", tom 4, 1913-1915). Wybór kazań Boka ukazał się w zbiorze Śladami Skargi. Kazania i szkice księży Towarzystwa Jezusowego (tom 4-6, Kraków 1947-1948).
Zmarł 4 lutego 1952 w Katowicach.